# وست وکوبوجی (آیووا)
وست وکوبوجی (به انگلیسی: West Okoboji) شهری در ایالت آیووا کشور ایالات متحده آمریکا است که جمعیت آن در سرشماری سال ۲۰۱۰ میلادی، ۲۸۹ نفر بوده‌است.